# Rudi Zapf

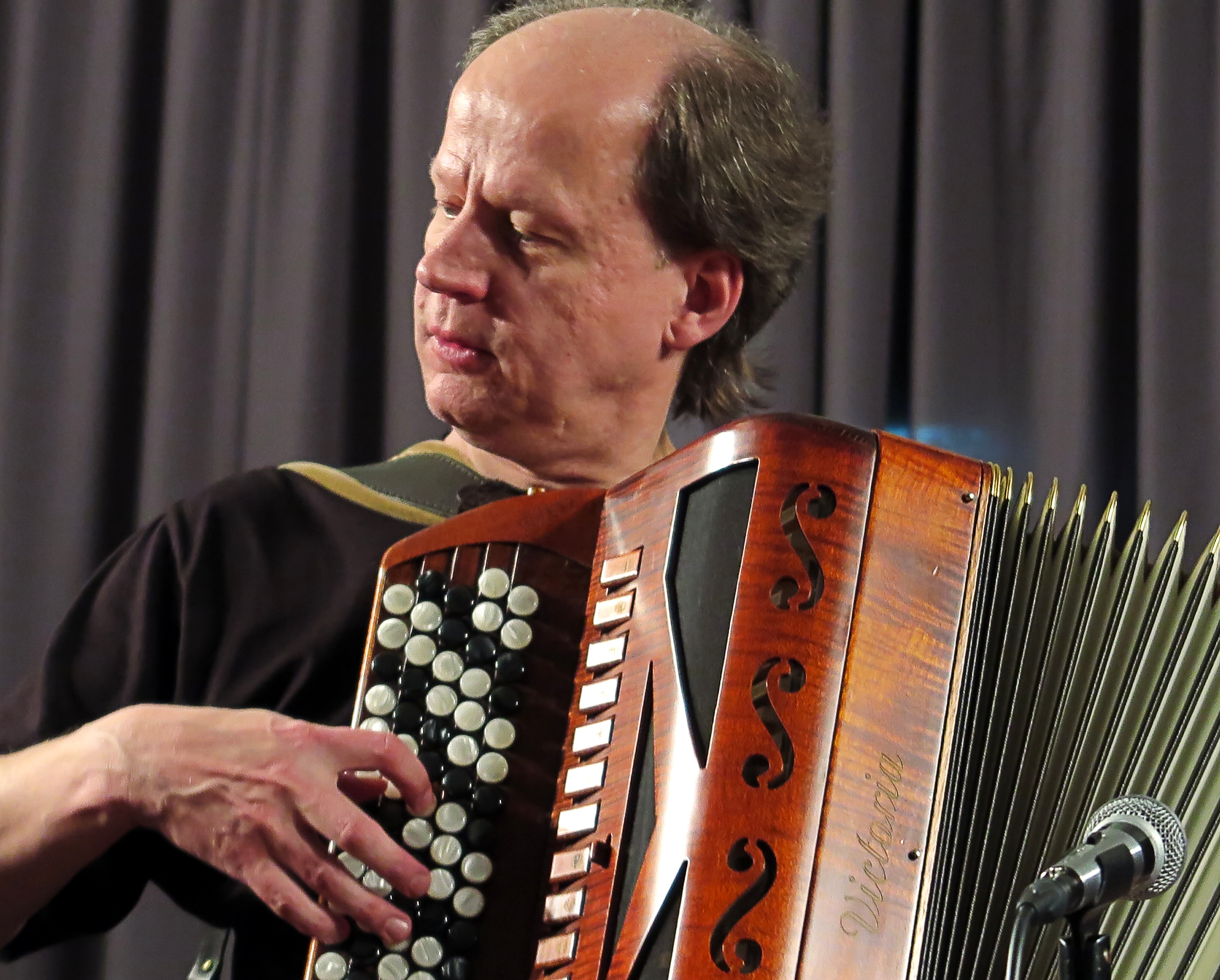
Rudi Zapf am Knopfakkordeon
2014 im Kloster Seeon

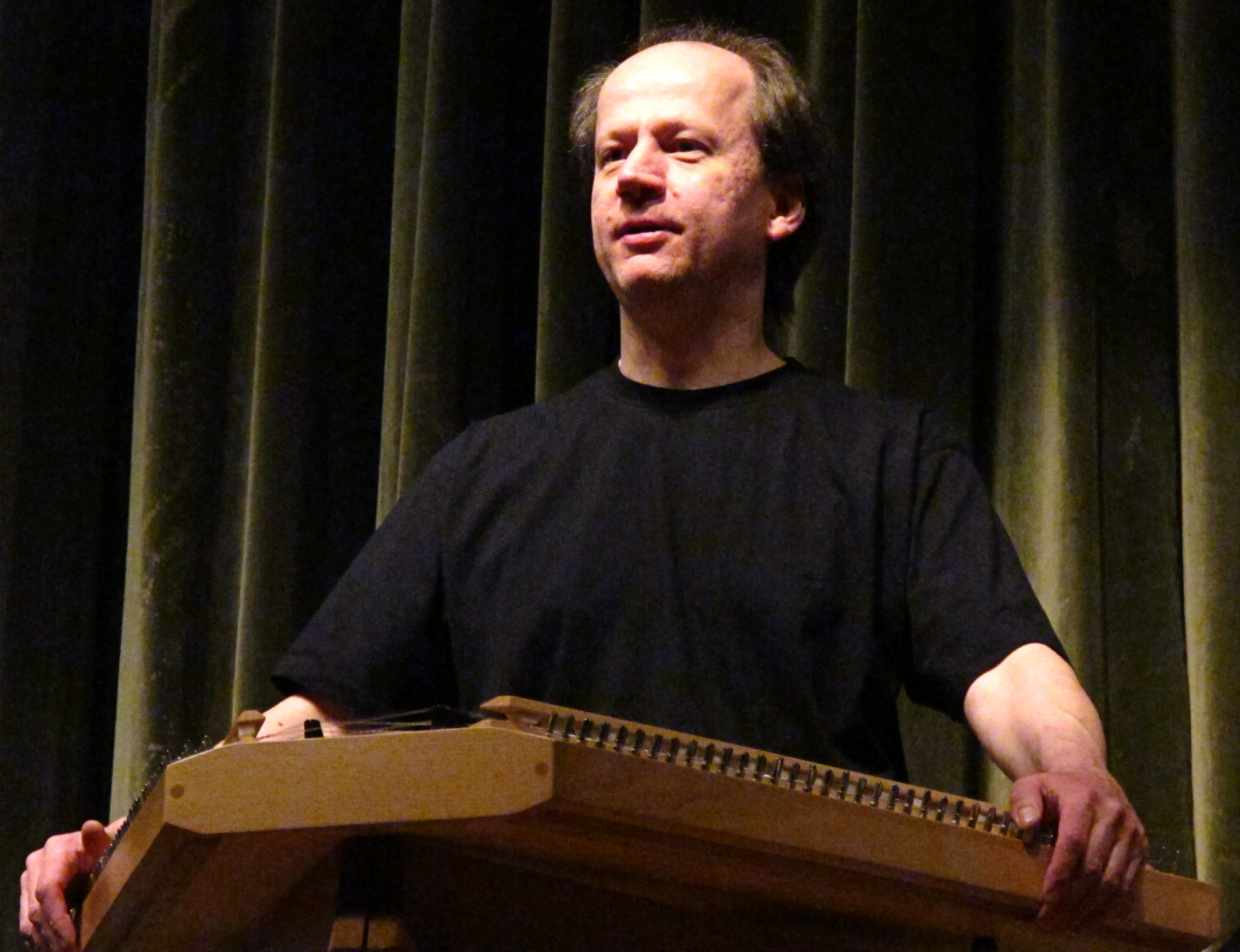
Rudi Zapf mit Hackbrett
2010 in Holzkirchen

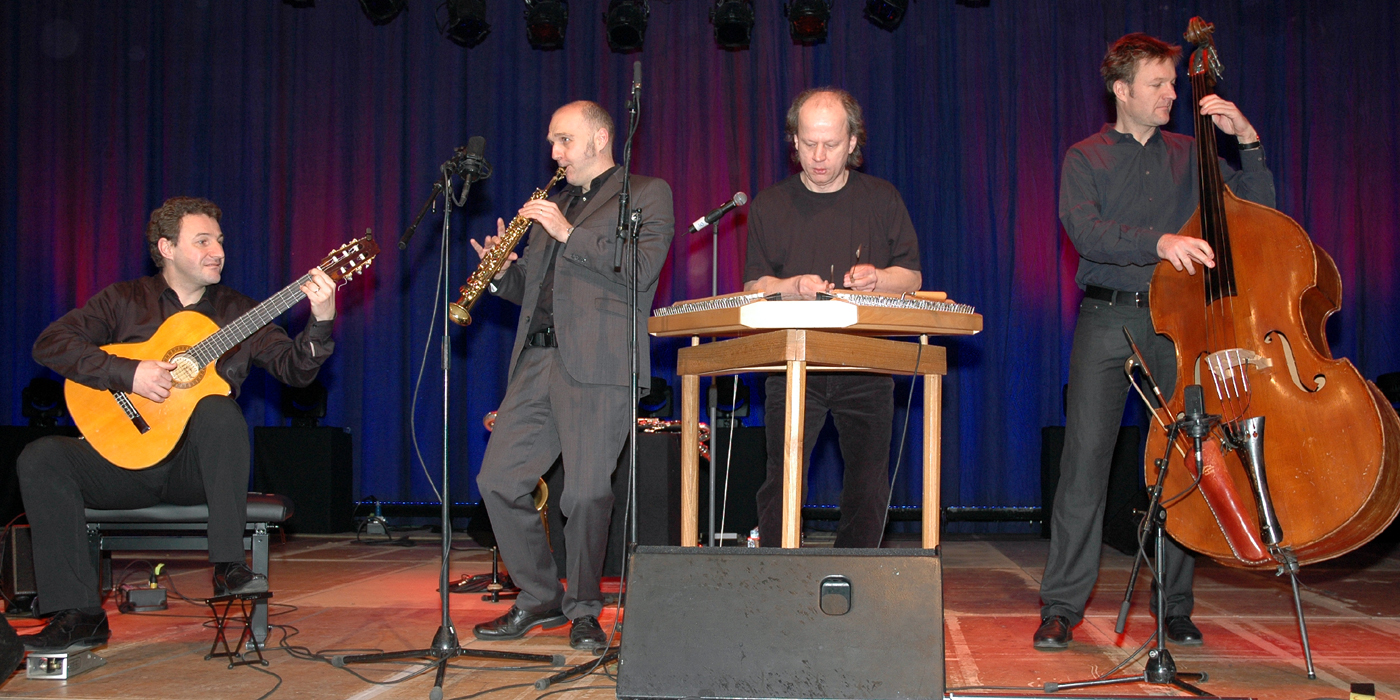
Rudi Zapf & Zapf’nstreich auf der Internationalen Kulturbörse in Freiburg 2012

Rudi Zapf (* 25. Dezember 1959 in München) ist ein deutscher Musiker und Kabarettist.

## Leben und Karriere
Seit seinem Musikstudium (1977–1983) mit Hackbrett, Knopfakkordeon und Horn spielte er mit verschiedenen Musik- und Kabarettgruppen (Guglhupfa, Die Meiers, Trio Bavario, Never Been There, Augsburger Kammerorchester). Auftritte in der bayerischen Kleinkunst- und Kabarettszene sowie Konzerte auf den Bühnen von Im Schlachthof, Tollwood und Gasteig machten ihn bekannt.
Seine Tourneen führten ihn durch Deutschland, Österreich, in die Schweiz und über viele weitere europäische Staaten bis nach Afrika, Süd- und Mittelamerika, Marokko, Tunesien, Belarus, Indien, China und Zentralasien.
Über 30 CD-Produktionen des Hackbrett-Virtuosen erschienen mit Klassik, Weltmusik, und Kabarett. Von 1989 bis 2005 organisierte er auch im zweijährlichen Turnus das internationale Hackbrettfestival in München. Nach mehr als achtjähriger Pause fand das 10. und letzte Festival vom 4. bis 6. April 2014 in Pliening statt.

## Ensembles
- Rudi Zapf & Zapf’nstreich
- Rudi Zapf Trio – Grenzenlos
- Duo Rudi Zapf & Ingrid Westermeier
- Duo Rudi Zapf & Wolfgang Neumann
- Rudi Zapf & Augsburger Kammerorchester
- Rudi Zapf & Freunde (Sunny Howard, Ingrid Westermeier und Ludwig Klöckner)

## Diskografie
- 1981 Guglhupf-Musikanten (Bellaphon)
- 1984 Guglhupfa „Tohuwabohu“ (Trikont)
- 1984 Virtuose Hackbrettmusik (Trikont)
- 1986 Classical Hammered Dulcimer (Trikont)
- 1986 A landlerische Musi (Bogner)
- 1987 … den Bach hinunter! (Trikont)
- 1987 Never Been There (Intuition)
- 1988 Meier’s Schallplatte (Wolpertinger)
- 1988 Hammer Dolce (Trikont)
- 1988 The World Music Album (Intuition)
- 1988 Audio Stakkato 2 (Audio/Phono)
- 1989 BavaRio (Trikont)
- 1989 Never Been There „Ambience“ (Vera Bra)
- 1990 Keine Feier ohne Meier (Extra Records)
- 1991 Musikalische Weltreise (Trikont)
- 1993 Meierabend (Extra Records)
- 1993 Festliche Hackbrettmusik (Extra Records)
- 1995 Never Been There „third out of three“ (Extra Records)
- 1995 Da Capo (Pantaleon)
- 1996 Zapf’nstreich „MCMXCVI“ (Pantaleon)
- 1996 Echte Volksmusik (Bogner)
- 1997 It’s Only Kraut…But I Like It (Profolk)
- 1997 Das beste aus Otti’s Schlachthof (Koch)
- 1997 musikanten (Wiener Konzerthaus)
- 1997 Tanz & Folkfest Rudolstadt (Heideck)
- 1998 Löwenzahn (Pantaleon)
- 1998 Weggefährten (Pantaleon)
- 1998 kult 98 (Festival Dachau)
- 1998 Best of Rudi Zapf (Pantaleon)
- 2000 Irish & Klezmer (Pantaleon)
- 2002 Zapf’nstreich „MMII“ (Pantaleon)
- 2004 Rudi Zapf Trio „Grenzenlos“ Vol. 1 (Pantaleon)
- 2004 Rudi Zapf Trio „Grenzenlos“ Vol. 2 (Pantaleon)
- 2005 Internationales Hackbrettfestival, Vol. 1 + 2 (Pantaleon)
- 2007 From Ireland to Spain (Pantaleon)
- 2008 Rudi Zapf & Münchner Saitentratzer (Pantaleon)
- 2009 Rudi Zapf & Zapf’nstreich „MMIX“ (Pantaleon)
- 2010 Rudi Zapf & Friends „Stimmungsvolle Weihnacht“ (Pantaleon)
- 2011 Rudi Zapf & Zapf’nstreich „Unterwegs“ (Pantaleon)
- 2013 Rudi Zapf & Freunde „Freut Euch“ (Pantaleon)
- 2014 Rudi Zapf Trio „Grenzenlos Vol. 3“ (Pantaleon)
- 2017 Rudi Zapf & Ingrid Westermeier „Von Europa nach Südamerika“ (Pantaleon)
- 2017 Rudi Zapf & Freunde „Weltweihnachtskonzert“ (Pantaleon)
- 2018 Rudi Zapf & Zapf’nstreich „Weltwärts“ (Pantaleon)

## Notenhefte
- Notenheft 1: Bairisch & Irish[4]
- Notenheft 2: Weltreise & Grenzenlos[5]
- Notenheft 3: Saitentratzer[6]

## Auszeichnungen
- 1986 Förderpreis der Stadt München
- 1989 Preis der deutschen Schallplattenkritik
- 1990 tz-Rose für Weihnachtskonzert mit Augsburger Kammerorchester
- 1997 Garchinger Kleinkunstmaske
- 1998 Der Grüne Wanninger[7]
- 2002 Bayerischer Poetentaler[8]
- 2019 Ruth beim Rudolstadt-Festival[9]